# Wilhelm von Bätzner
Wilhelm von Bätzner (* 21. April 1824 in Calw; † 12. Februar 1893 in Stuttgart) war ein württembergischer Oberamtmann und Präsident beim Innenministerium.

## Leben und Beruf
Wilhelm Bätzner absolvierte eine Schreiberei-Ausbildung. Danach studierte er von 1842 bis 1846 Regiminalwissenschaften in Tübingen (Mitglied der Landsmannschaft Ghibellinia Tübingen), 1847 legte er die erste und zweite höhere Dienstprüfung ab. Seine berufliche Laufbahn begann Bätzner von 1847 bis 1851 als Aktuariatsverweser bzw. Aktuar bei den Oberämtern Gerabronn und Waiblingen. 1851 wurde er Hilfsarbeiter und Assessor bei der Zentralstelle für Handel und Gewerbe, daneben war er außerordentliches Mitglied bei der Zentralstelle für Landwirtschaft und seit 1855 Mitglied der Zentralleitung des Wohltätigkeitsvereins und der Armenkommission. Von 1857 bis 1866 war er Oberamtmann beim Oberamt Neuenbürg und von 1866 bis 1870 beim Oberamt Tübingen, seit 1868 mit dem Titel Regierungsrat.
1870 wechselte Bätzner als Regierungsrat mit Sitz und Stimme in der Oberregierung ins Departement des Innern (Innenministerium), 1871 wurde er Ministerialassessor und 1877 Vortragender Rat. Zeitweise war er auch Vorstand des Oberbergamts. 1878 stieg er zum Vorstand der Oberregierung auf mit dem Titel Vizedirektor und Vorstand der Landesgestütskommission, 1879 erhielt er den Rang des Direktors und 1881 den Titel Präsident. 1887 wurde er unter Belassung in seiner dienstlichen Stellung außerordentliches Mitglied im Geheimen Rat. Von 1888 bis 1892 war Bätzner Vorsitzender des Landesversicherungsamts. 1892 beantragte er wegen asthmatischer Beschwerden seinen Ruhestand, dem jedoch nicht entsprochen wurde. Wilhelm von Bätzner starb völlig unerwartet an einer Lungenlähmung, noch einen Tag vorher war er seinen Dienstgeschäften im Ministerium nachgekommen.
1884 wurde Wilhelm von Bätzner zum lebenslangen Mitglied bei der Ersten Kammer des Württembergischen Landtags, der Kammer der Standesherren, ernannt.

## Ehrungen, Nobilitierung
- 1883 Kommenturkreuz des Ordens der württembergischen Krone[2], welches mit dem persönlichen Adelstitel (Nobilitierung) verbunden war
- 1887 Kommenturkreuz 1. Klasse des Friedrichs-Ordens
- Preußischer Kronenorden 2. Klasse